# Gustaf Alde
Gustaf Alfred Alde, född 22 juni 1893 i Stockholm, död 1979 i Göteborg, var en svensk arkitekt och måkare. 
Alde avlade examen vid Högre konstindustriella skolan 1913 och studerade därefter i ett flertal länder i Europa och USA under olika perioder. Han specialiserade sig som inredningsarkitekt med specialområdet fartygsinredningar och var huvudansvarig för inredningen av M/S Saga och M/S Stella Polaris från Götaverken. Han inredde restaurang Valand i Göteborg samt ett flertal affärshus i Göteborg och renoverade biograferna Palladium 1936 och Röda Sten på Mariaplan i Göteborg 1944. Han ritade Thordén Lines huvudkontor i Uddevalla.
1923 gifte sig Alde med Alice Claeson. 1923 föddes deras dotter Elisabeth och 1927 föddes andra dottern Louise.